# Castianeira atypica
Castianeira atypica är en spindelart som beskrevs av Cândido Firmino de Mello-Leitão 1929. 
Castianeira atypica ingår i släktet Castianeira och familjen flinkspindlar. Inga underarter finns listade.